# 特立尼達 (巴拉圭)

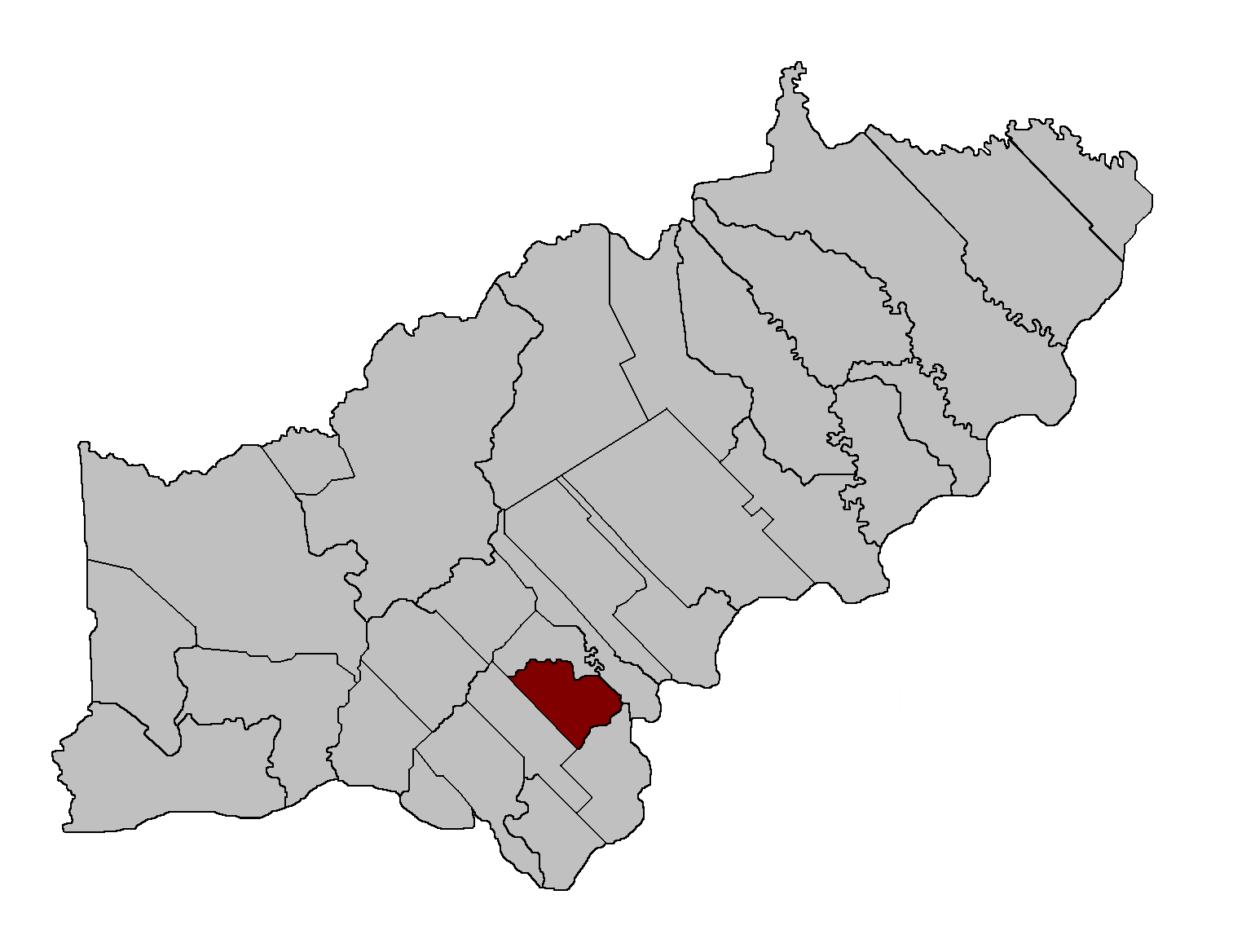

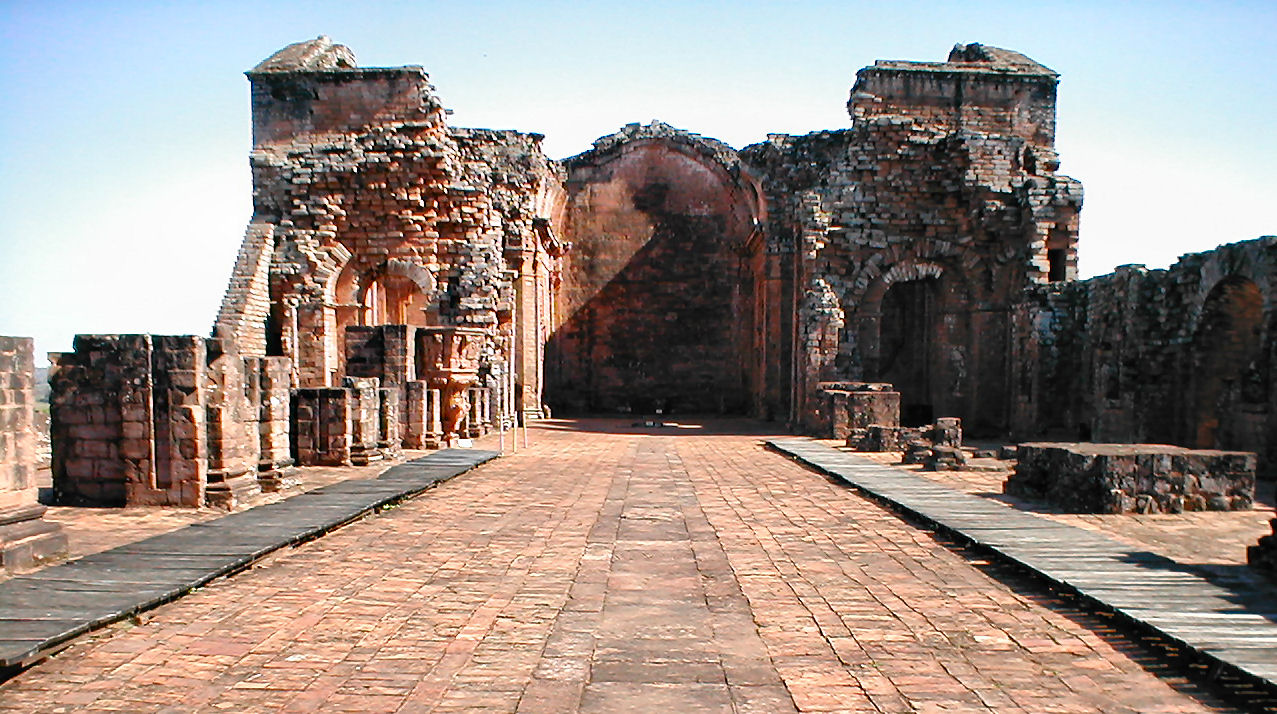

特立尼達（西班牙語：Trinidad），是巴拉圭的城鎮，位於該國東南部，由伊塔普阿省負責管轄，距離恩卡納西翁約30公里，面積257平方公里，2002年人口6,873，人口密度每平方公里27人。
27°7′48″S 55°42′0″W / 27.13000°S 55.70000°W